# Tableau (théâtre)
Pour les articles homonymes, voir Tableau.

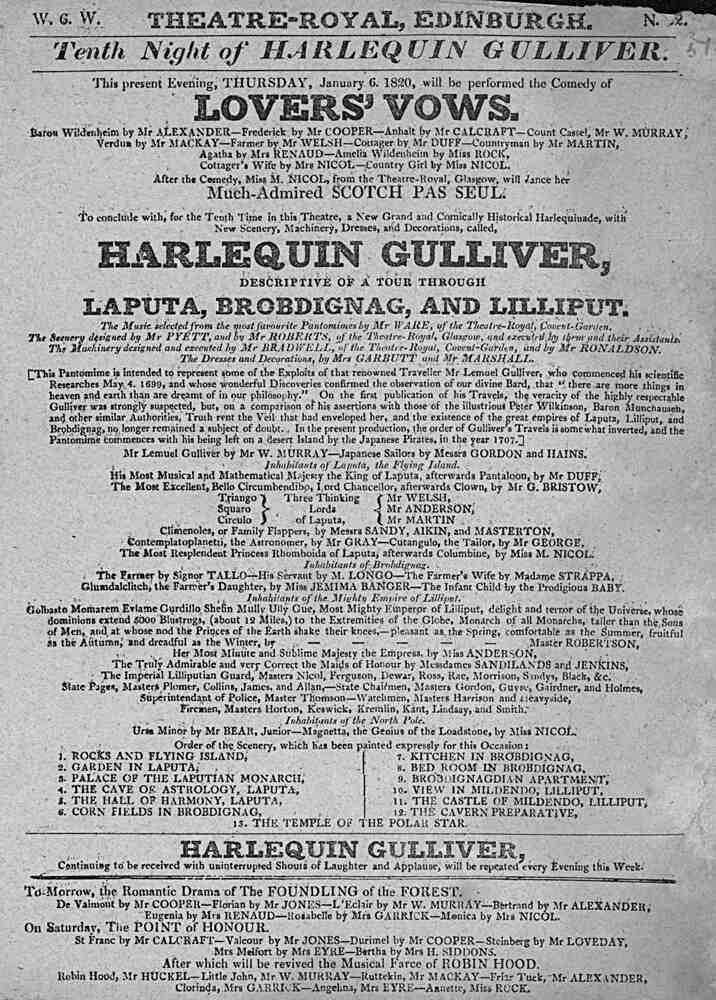
Affiche de théâtre avec tableaux.

Au théâtre ou à l'opéra, le tableau est le nom donné à certaines divisions d’une pièce, qui ne suspendent pas l’action comme le font les actes et entractes.
Les tableaux sont marqués par un changement à vue de lieu et de décoration.
L’affiche d’un drame à grand spectacle ne manquait pas d’indiquer, avec ou sans illustration, le nombre et souvent le titre des tableaux qu’il comprenait.
Par extension le terme s'est aussi appliqué au cinéma et principalement au cinéma muet.

## Source
- Gustave Vapereau, Dictionnaire universel des littératures, Paris, Hachette, 1876, p. 1934